# Тайтонка (Айова)
Тайтонка (англ. Titonka) — місто (англ. city) в США, в окрузі Кошут штату Айова. Населення — 511 особа (2020).

## Географія
Тайтонка розташована за координатами 43°14′13″ пн. ш. 94°2′29″ зх. д. / 43.23694° пн. ш. 94.04139° зх. д. (43.236817, -94.041377).  За даними Бюро перепису населення США в 2010 році місто мало площу 0,73 км², уся площа — суходіл.

## Демографія
Згідно з переписом 2010 року, у місті мешкало 476 осіб у 223 домогосподарствах у складі 114 родин. Густота населення становила 654 особи/км².  Було 264 помешкання (363/км²).
Расовий склад населення:
| - 98,7 % — білих - 0,4 % — вихідців з тихоокеанських островів - 0,2 % — корінних американців |

До двох чи більше рас належало 0,6 %. Частка іспаномовних становила 1,5 % від усіх жителів.
За віковим діапазоном населення розподілялося таким чином: 20,4 % — особи молодші 18 років, 45,6 % — особи у віці 18—64 років, 34,0 % — особи у віці 65 років та старші. Медіана віку мешканця становила 52,4 року. На 100 осіб жіночої статі у місті припадало 85,2 чоловіків;  на 100 жінок у віці від 18 років та старших — 75,5 чоловіків також старших 18 років.
Середній дохід на одне домашнє господарство  становив 41 976 доларів США (медіана — 35 769), а середній дохід на одну сім'ю — 49 705 доларів (медіана — 40 000). За межею бідності перебувало 13,7 % осіб, у тому числі 26,4 % дітей у віці до 18 років та 2,6 % осіб у віці 65 років та старших.
Цивільне працевлаштоване населення становило 224 особи. Основні галузі зайнятості: виробництво — 22,3 %, роздрібна торгівля — 19,2 %, освіта, охорона здоров'я та соціальна допомога — 11,6 %, сільське господарство, лісництво, риболовля — 9,4 %.